# Чумали (Тернопольская область)
Чумали (укр. Чумалі) — село в Збаражской городской общине Тернопольского района Тернопольской области Украины.
Код КОАТУУ — 6122487005. Население по переписи 2001 года составляло 270 человек.
До 2020 года входило в Збаражский район.

## Географическое положение
Село Чумали находится на правом берегу реки Гнездечна,
выше по течению на расстоянии в 1 км расположено село Доброводы,
ниже по течению на расстоянии в 1,5 км расположено село Дубовцы,
на противоположном берегу — село Опреловцы.

## История
- 1493 год — дата основания.

## Объекты социальной сферы
- Клуб.
- Фельдшерско-акушерский пункт.